# Gonarthrus versfeldi
Gonarthrus versfeldi är en tvåvingeart som beskrevs av Hesse 1938. Gonarthrus versfeldi ingår i släktet Gonarthrus och familjen svävflugor. Inga underarter finns listade i Catalogue of Life.